# Harry Harlow
Harry Frederick Harlow (* 31. Oktober 1905 in Fairfield, Iowa (USA); † 6. Dezember 1981) war ein US-amerikanischer Psychologe und Verhaltensforscher. Seine Experimente zum Sozialverhalten junger Rhesusaffen machten ihn zu einem der bedeutendsten Primatenforscher der Wissenschaftsgeschichte; indirekt provozierten seine selbst unter Fachkollegen extrem umstrittenen Studien auch eine Verbesserung der ethischen Richtlinien für Tierversuche.

## Werdegang
Der Episkopalist Harry Harlow hieß bei Geburt Harry Israel, er nahm aber 1930 – wegen des damals auch in den USA grassierenden Antisemitismus – den zweiten Vornamen seines Vaters an und nannte sich fortan Harry Harlow. Er studierte an der Stanford University in Kalifornien Psychologie, absolvierte dort 1930 mit 25 Jahren sein Doktorexamen und wechselte anschließend an die University of Wisconsin in Madison. Innerhalb eines Jahres gelang es ihm, eine alte Fabrik als Primatenlabor herzurichten, wo er sogleich begann, die Intelligenz und das Sozialverhalten von Primaten zu erforschen – und dies am gleichen Ort bis zu seiner Emeritierung im Jahr 1973. Nun begann er in Tucson an der University of Arizona zu lehren. Im Jahr 1951 wurde er in die National Academy of Sciences, 1957 in die American Philosophical Society und 1961 in die American Academy of Arts and Sciences gewählt. 
Harlow war dreimal verheiratet: von 1932 bis zur Scheidung 1946 mit der Primatenforscherin Clara Mears, von 1948 bis 1971 mit der Entwicklungspsychologin Margaret Kuenne (1918–1971), und ab 1972 wiederum mit Mears.

## Forschungsthemen
Harry Harlow untersuchte anfangs vor allem das Erinnerungsvermögen von Affen, u. a. mussten seine Testtiere in Schubladen bestimmte dort versteckte Gegenstände finden, also die richtige von mehreren Schubladen öffnen.
International bekannt wurde er, als er ab 1957 Rhesusaffen-Babys dazu benutzte, um an ihnen die Grundlagen der Mutter-Kind-Bindung zu erforschen. In Experimenten zeigt Harlow junge Rhesus-Äffchen, die ohne ihre Mutter in einen Käfig gesetzt werden, in dem sie die Wahl zwischen zwei Attrappen haben: einer aus Draht nachgebildeten, Milch spendenden „Ersatzmutter“ und einer gleich großen, mit Stoff bespannten „Ersatzmutter“, die aber keine Milch spendet. Die Äffchen hielten sich bei der Milchspenderin stets nur zur Nahrungsaufnahme auf, kuschelten sich aber ansonsten auf die stoffbespannte Attrappe.
Dies war damals für Psychologie und Kinderpsychologie neu, da es nicht nur in den USA besonders gegenüber männlichem Nachwuchs weit verbreitet die Gewohnheit gab, Umarmungen und anderen intensiven Körperkontakt zu vermeiden. Zugleich zeigten diese Experimente auf, dass die von Vertretern des Behaviorismus an Ratten und Tauben mithilfe von Futterbelohnung bewirkten Verhaltensänderungen nicht ohne weiteres auf Primaten übertragbar sind und dass sie schon gar nicht als allgemein gültige Strategie der Verhaltensformung angesehen werden können, denn die behavioristische Vorgehensweise blendet sämtliche Emotionen als irrelevant aus.
In anderen Experimenten wurden junge Äffchen in unterschiedlicher sozialer Umgebung aufgezogen: 
- einige Tiere völlig isoliert,
- andere nur mit ihrer Mutter,
- wieder andere mit Müttern und gleichaltrigen Spielgefährten.

Äffchen, die ohne Spielgefährten heranwuchsen, wirkten später oft ängstlicher als ihre Artgenossen, die mit Gleichaltrigen herangewachsen waren – und völlig isoliert aufgezogene Tiere waren später derart verhaltensgestört, dass sie oft zur Aufzucht eigener Jungen nicht mehr fähig waren.
Harry Harlow wies auf diese Weise nach, dass soziale Bindungen für die emotionale Entwicklung der Primaten extrem wichtig sind. Der britische Psychoanalytiker und Psychiater John Bowlby hielt Harlow zugute, dass er die Bindungstheorie „gerettet“ und alle Welt davon überzeugt habe, wie wichtig die Eltern-Kind-Beziehung sei.
Der gebürtige ungarische Psychologe René Spitz hatte an zwei unterschiedlich geführten Kinderheimen ähnliche Ergebnisse bereits in den 1940er Jahren gewonnen.

## Schriften (Auswahl)
- The nature of love. In: American Psychologist. Band 13, 1958, S. 673–685, Volltext.
- The development of affectional patterns in infant monkeys. In: Brian M. Foss (Hrsg.): Determinants of infant behaviour. Methuen and Co., London 1961, S. 75–88.
- mit Margaret Kuenne Harlow: Social Deprivation in Monkeys. In: Scientific American. November 1962, S. 136–147.
- mit Clara Mears: The Human Model: Primate Perspectives. John Wiley & Sons, New York 1979, ISBN 0470266422.
- Das Wesen der Liebe. In: Otto M. Ewert: Entwicklungspsychologie. Band 1, Köln 1972, S. 129–135.
- mit Margaret K. Harlow: Das Erlernen der Liebe. In: Helmut Bonn und Kurt Rohsmanith (Hrsg.): Eltern-Kind-Beziehung. Wissenschaftliche Buchgesellschaft, Darmstadt 1977, S. 179–204.

## Belege
1. ↑  Daten zu Leben und Werk (engl.). (Memento vom 24. Oktober 2017 im Internet Archive)
2. ↑  Tom Butler-Bowdon: 50 Klassiker der Psychologie: die wichtigsten Werke. Heidelberg 2007, ISBN 978-3-636-06287-1, S. 263 f.
3. ↑  Member History: Harry F. Harlow. American Philosophical Society, abgerufen am 21. September 2018.
4. ↑  Deborah Blum: Die Entdeckung der Mutterliebe. Die legendären Affenexperimente des Harry Harlow. Beltz-Verlag 2010.

| Personendaten    | Personendaten                                                             |
| ---------------- | ------------------------------------------------------------------------- |
| NAME             | Harlow, Harry                                                             |
| ALTERNATIVNAMEN  | Harlow, Harry Frederick (vollständiger Name); Israel, Harry (Geburtsname) |
| KURZBESCHREIBUNG | US-amerikanischer Psychologe und Verhaltensforscher                       |
| GEBURTSDATUM     | 31. Oktober 1905                                                          |
| GEBURTSORT       | Fairfield, Iowa (USA)                                                     |
| STERBEDATUM      | 6. Dezember 1981                                                          |